# Tomas Friberger
Erik Tomas Friberger, född 2 april 1925 i Göteborg, död 6 mars 2015, var en svensk arkitekt och ämbetsman. 
Friberger, som var son till arkitekt Erik Friberger och Stina Gullberg, avlade studentexamen i Stockholm 1945 och utexaminerades från Kungliga Tekniska högskolan 1952. Han var anställd vid Kooperativa förbundets arkitektkontor 1951–1952, vid Stockholmstraktens regionplanekontor 1953, var generalplanearkitekt i Solna stad 1955–1957, Associate Professor vid University of California, College of Architecture 1958–1959, blev stadsplanearkitekt i Huddinge landskommun 1960, chef för Kooperativa förbundets stadsplanebyrå 1961 och byråchef vid Statens planverks utvecklingsbyrå, sedermera stadsbyrån, 1968.
Friberger var ledamot av Statens institut för folkhälsan från 1968, av Bostadsstyrelsens boendemiljödelegation från 1975, av Bostadsstyrelsens bostadssociala råd från 1979  och vice ordförande i Barnmiljörådet från 1980. Han var även ledamot av rådgivande nämnden för Näringslivets planinstitut. Han utförde generalplaner för Solna stad och Huddinge landskommun, stadsplaner för Huddinge landskommun och Skövde stad samt planutredningar för industri-, lager- och detaljhandelslokaliseringar. Han utgav Solna generalplan (1958). Friberger är gravsatt på Solna kyrkogård.